# 山陕甘会馆
山陕甘会馆位于河南省开封市徐府街。会馆建于清朝乾隆年间，以精美的木雕、石雕、砖雕著称。2001年被中华人民共和国国务院公布为第五批全国重点文物保护单位。

## 历史
山陕甘会馆所在地原为明朝开国元勋徐达裔孙奉敕修建的府第旧址，清乾隆四十一年（1776年），由山西、陕西、甘肃三省的寓汴富商集资修建为会馆。由于水患淤积，全院地坪被抬高，1986年整修时，地坪下挖60厘米，恢复了清朝的原地坪。

## 建筑
山陕甘会馆现存关帝庙，面积约3870平方米，建筑面积1800余平方米。会馆坐北朝南，采用四合院式布局，中轴线上从南到北依次为照壁、戏楼、牌楼、大殿，两侧有左右翼门、垂花门、钟楼、鼓楼、东西厢房、东西跨院等。

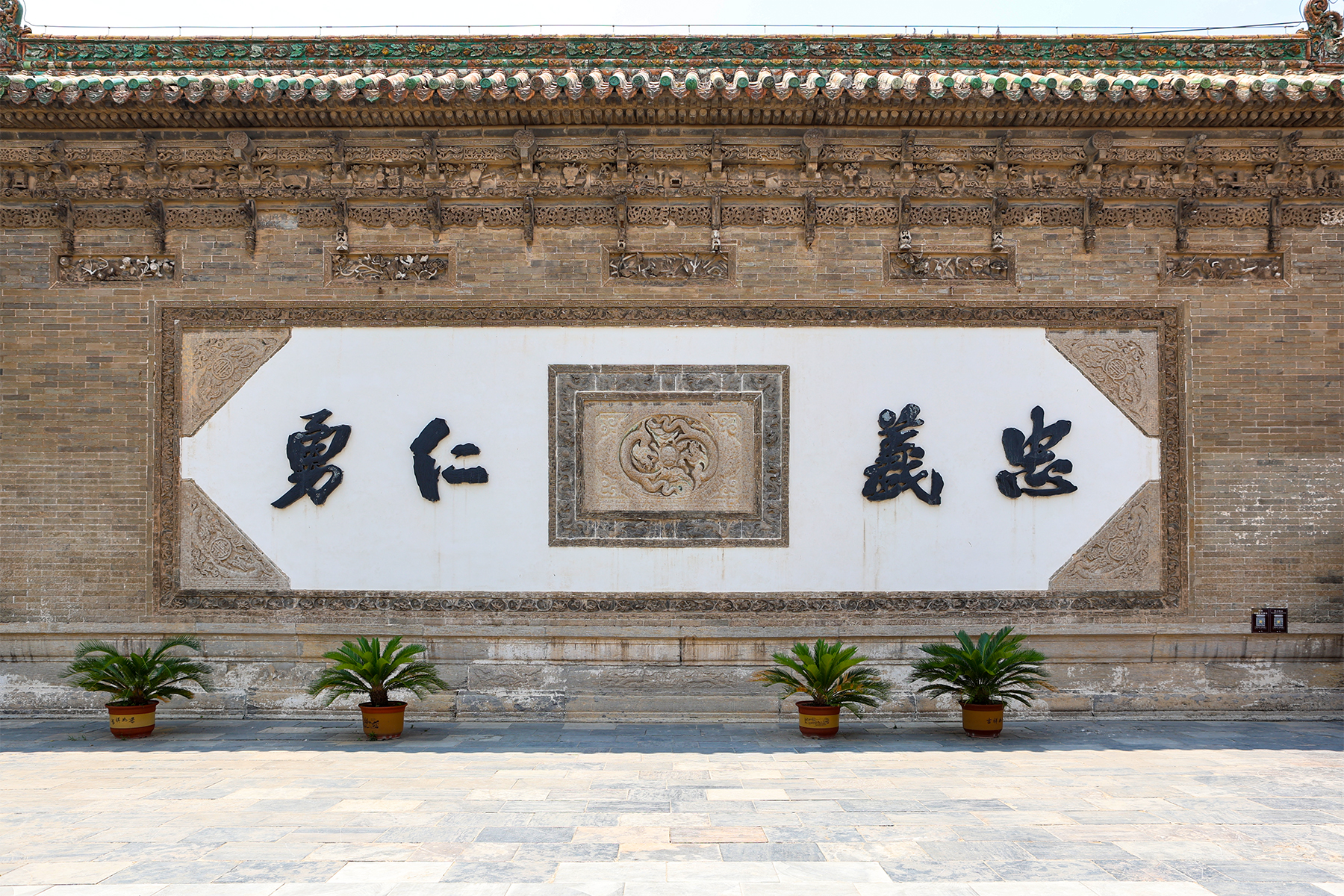
照壁内侧
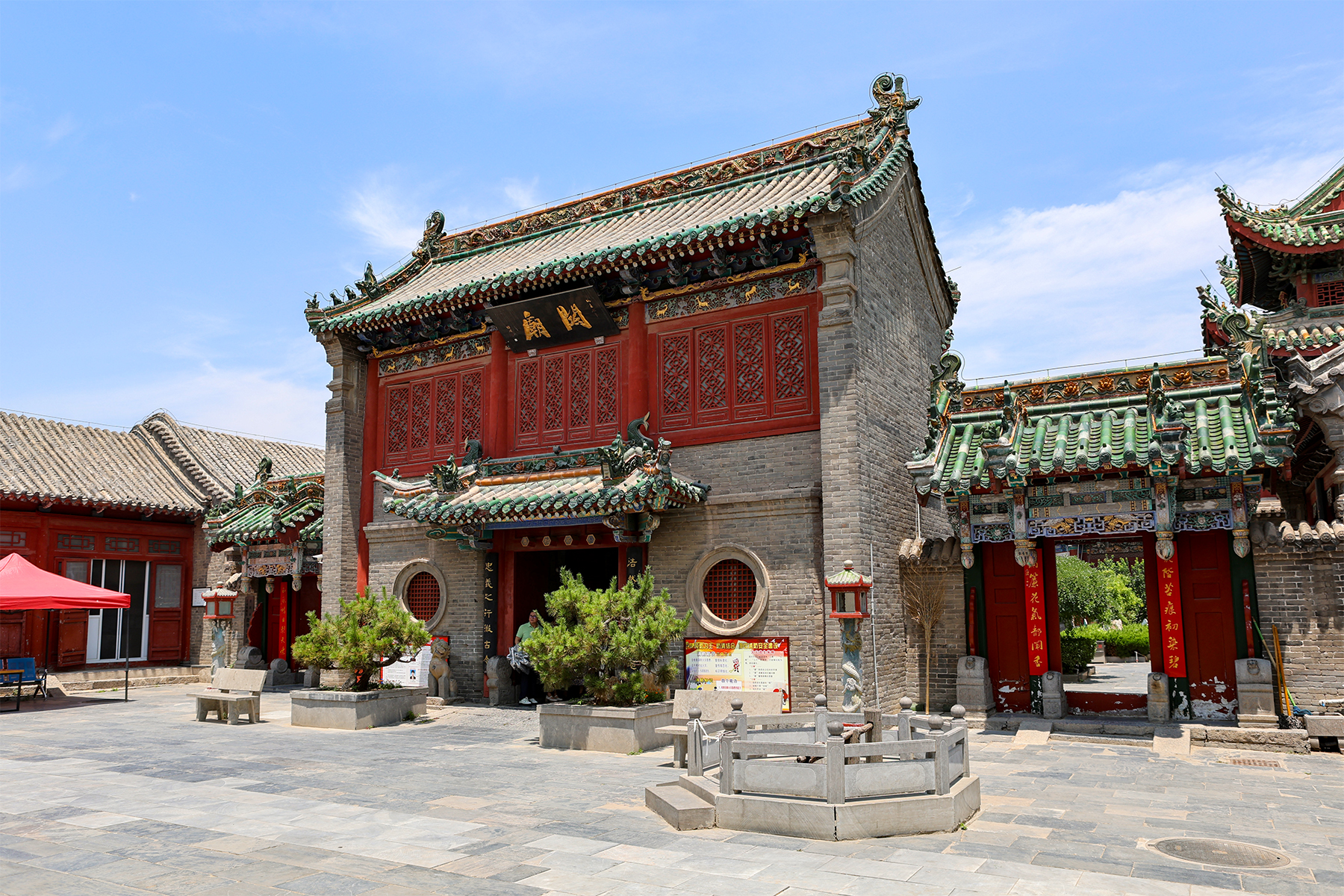
戏楼北面
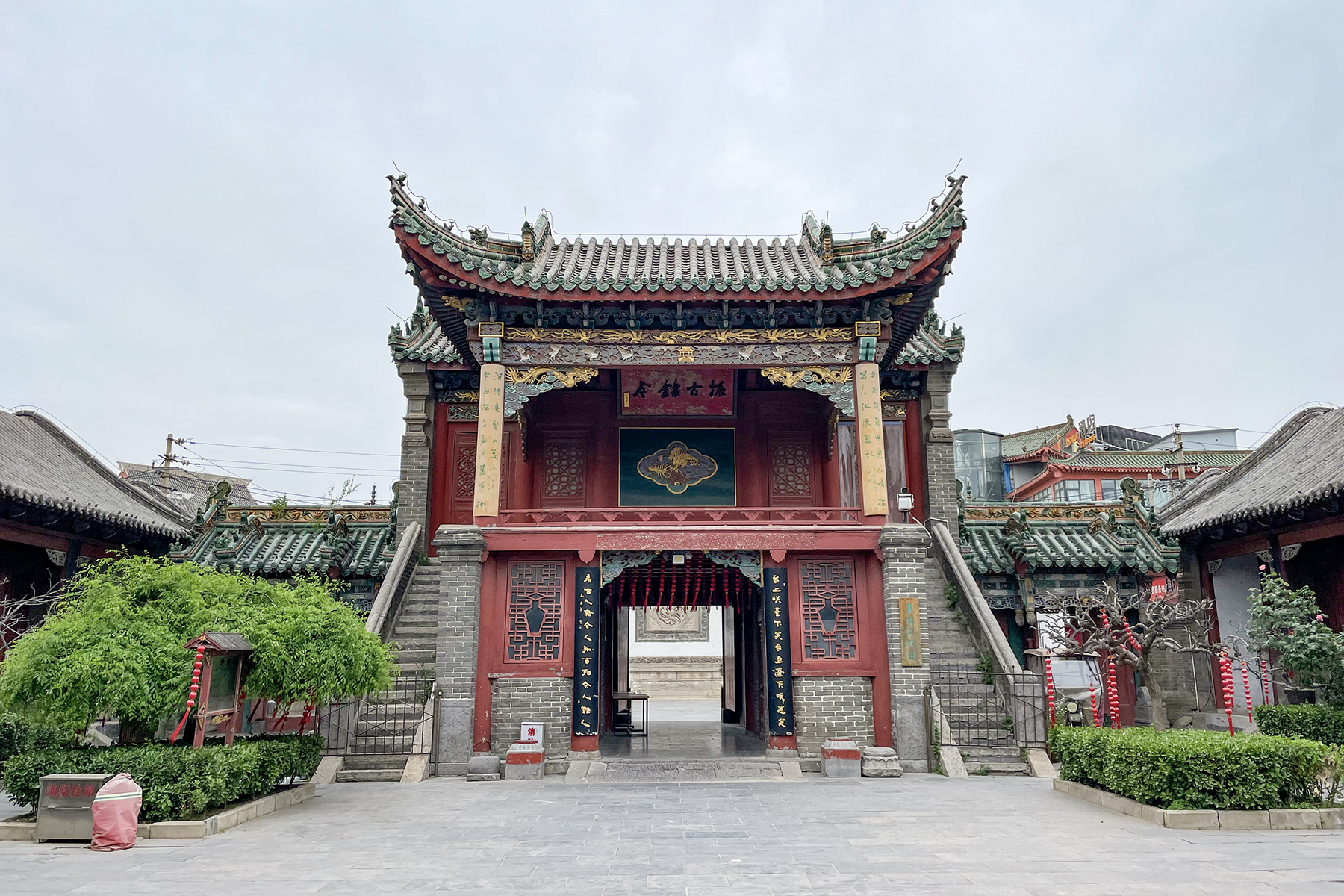
戏楼南面
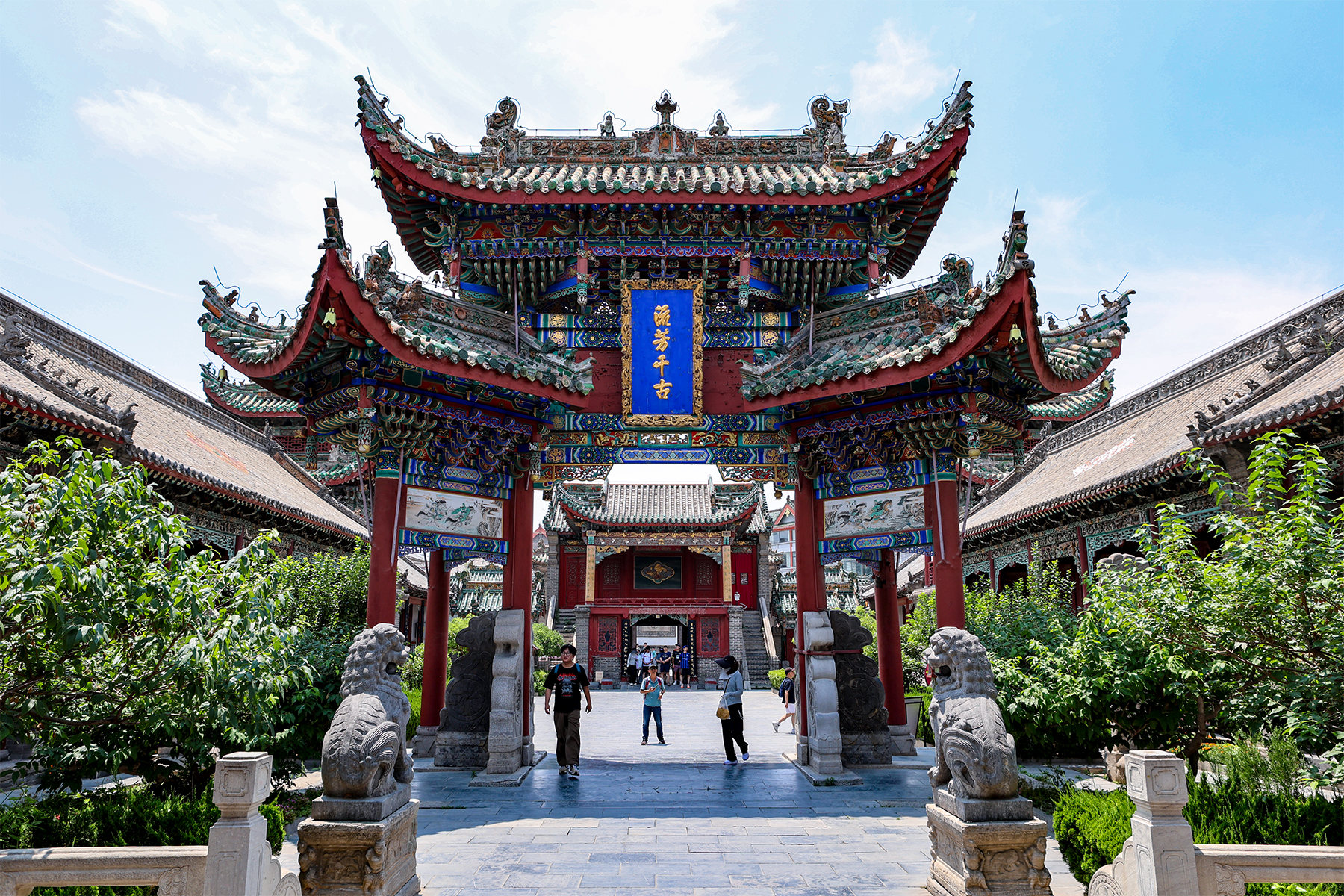
牌楼北面
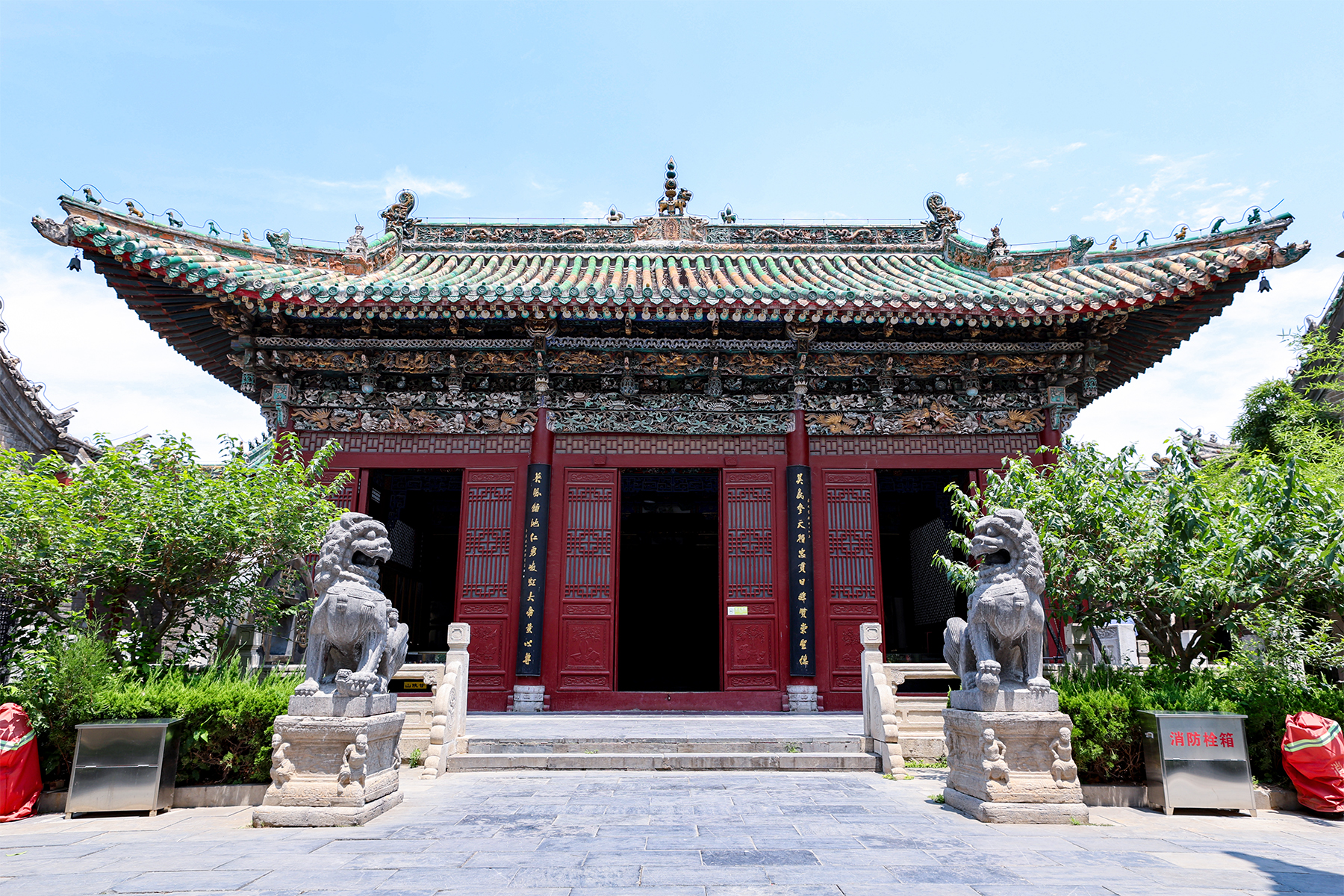
拜殿
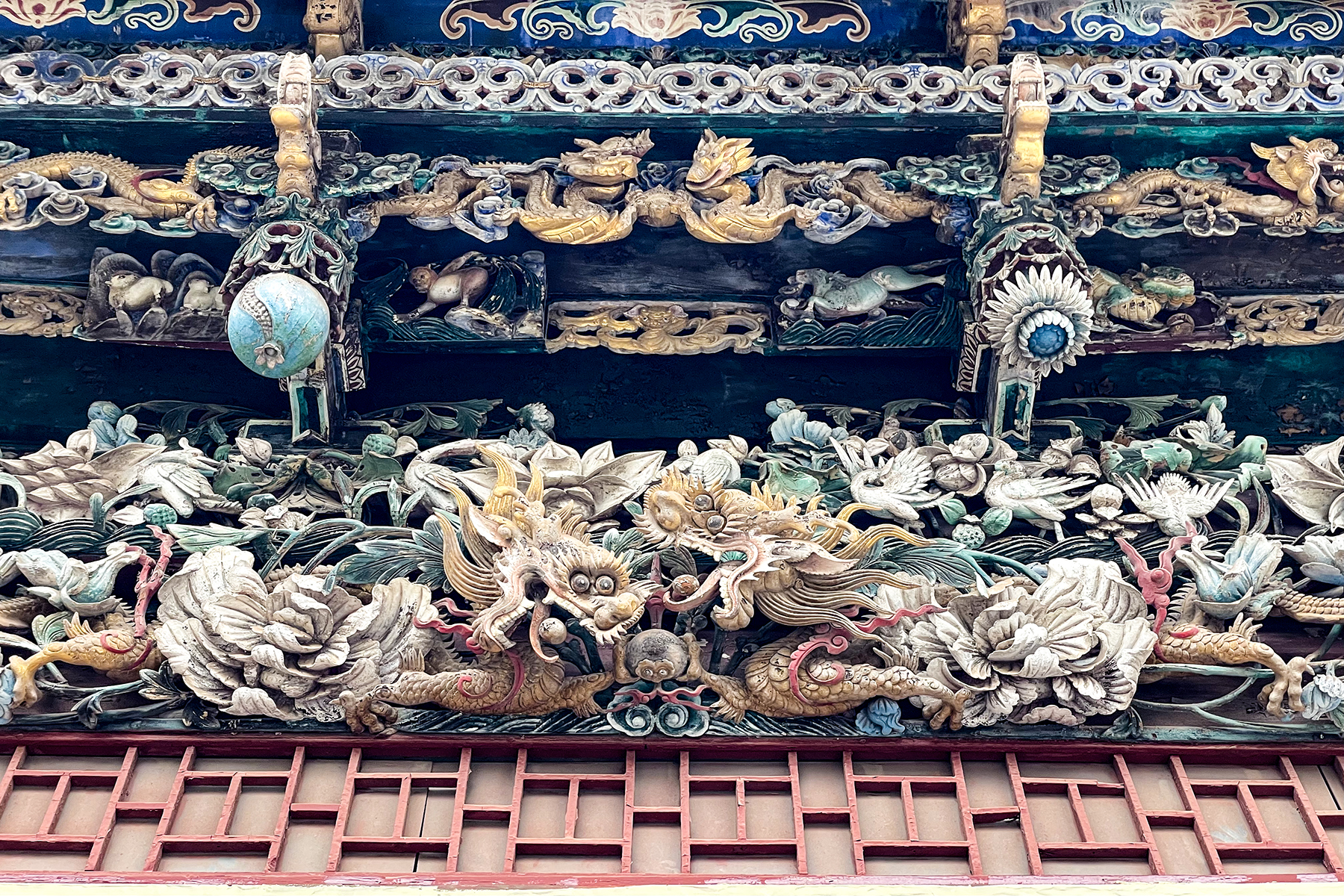
拜殿前檐下的木雕

### 照壁
照壁位于最南端，临徐府街而设，高8.6米，长16.5米，大体上分为台基、壁体、庑殿顶三部分，用青砖磨砖对缝砌成。照壁面向院内一侧中间镶嵌着一块“二龙戏珠”石雕图案。庑殿顶下南北两檐为砖雕的人物、花果、山水、鸟兽等图案，技法上以透雕、浮雕为主。

### 戏楼
戏楼位于照壁正北，坐南面北，平面布局呈“凸”字形，为开封唯一一座保存下来的古代戏楼建筑。戏楼面阔三间，进深两间，分上下两层。下层为南北通道，连通会馆前院和后院，东西两侧有台阶至戏台。上层分为前后两部分，中间以一龙纹木雕屏风分隔，前台为表演区，三面敞开，卷棚顶；后台为化妆和休息区，硬山顶。前台的平板枋、额枋上雕刻有“云鹤图”、“丹凤朝阳”等图案，雕工精细。

### 牌楼
牌楼为重檐六柱五楼式，上檐为歇山式，下檐四组外向为庑殿式，内檐为悬山式，均覆绿色琉璃瓦。平面布局为三柱一组，三足鼎立。
主楼正脊饰牡丹花，中间为兽头驮方亭脊刹，东西两侧分别有一狮拥莲台和一象驮宝瓶。正脊两端鸱吻，剑把上东书“日”字，西书“月”字。上下各层檐下均设有象鼻昂斗拱。主楼中央前后分别悬挂近两米高的匾额，南面匾书“大义参天”，北面匾书“流芳千古”。匾的四周为“二龙戏珠”透雕。两侧次楼花板上画有八幅关于关羽的故事彩画。牌楼的每个角下均有垂花柱，共八根，分别雕刻有石榴、佛手、葵果、莲蓬、牡丹、荷花、花篮等。牌楼的两根中柱下各有三块近两米高的抱柱石。

### 大殿
大殿位于中轴线最北部，由拜殿、中殿、后殿三座建筑由南向北依次毗连而成。拜殿为歇山顶，面阔三间；后殿为硬山顶，面阔五间；中殿位于中间，供奉关羽塑像。整个大殿面积约540平方米，建筑平面布局呈“凸”字形。
大殿屋顶正脊为镂空的龙凤牡丹，两端置龙形正吻，正脊中心置狮驮宝瓶脊刹，并置有琉璃烧制的手卷式匾额，书“城圣大帝”四字。两山的悬鱼上各书四个大字，东边为“公平交易”，西边为“义中求财”。大殿前檐下从正心向外雕刻有七层木雕，题材丰富，雕工精细。

### 其他建筑

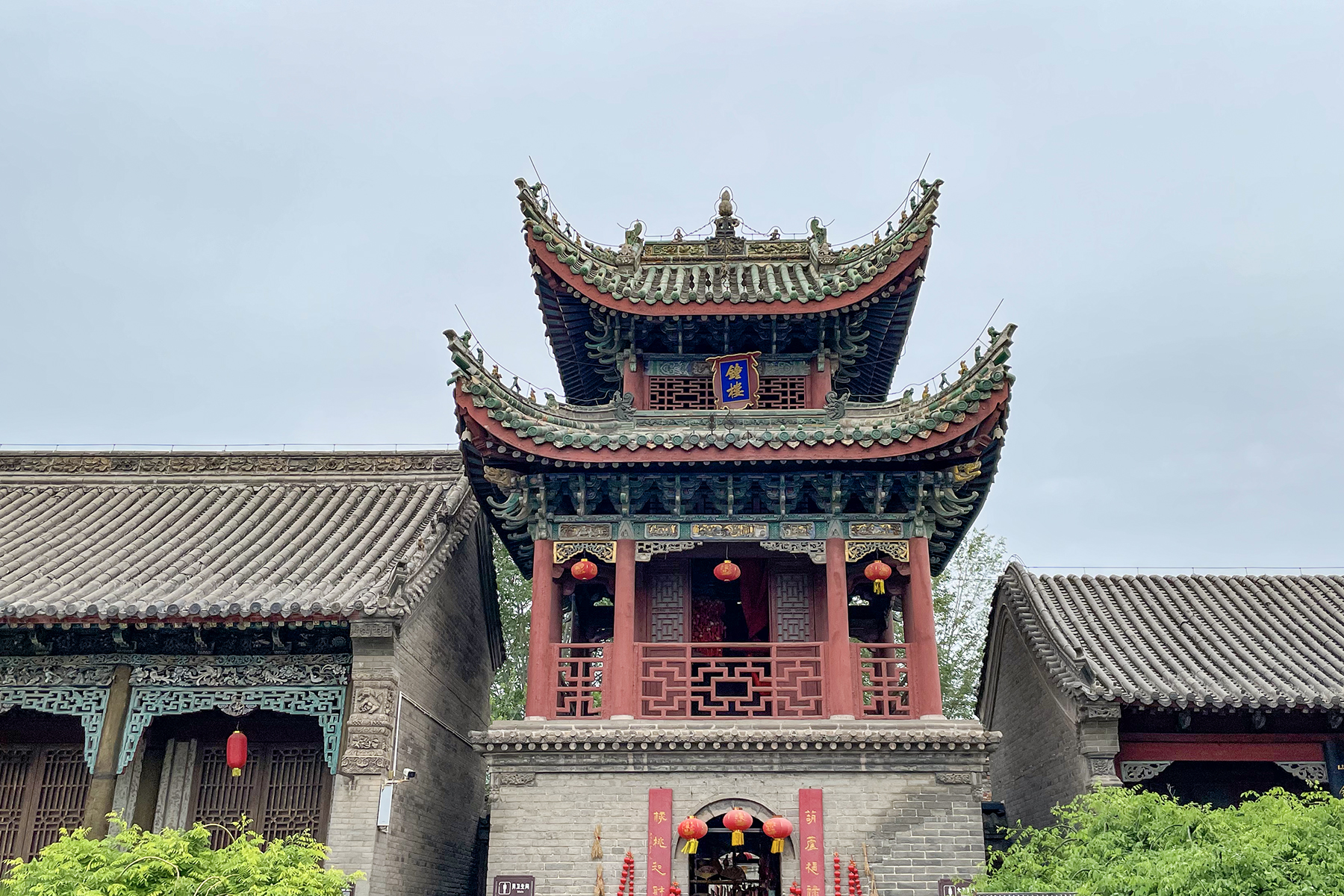
钟楼
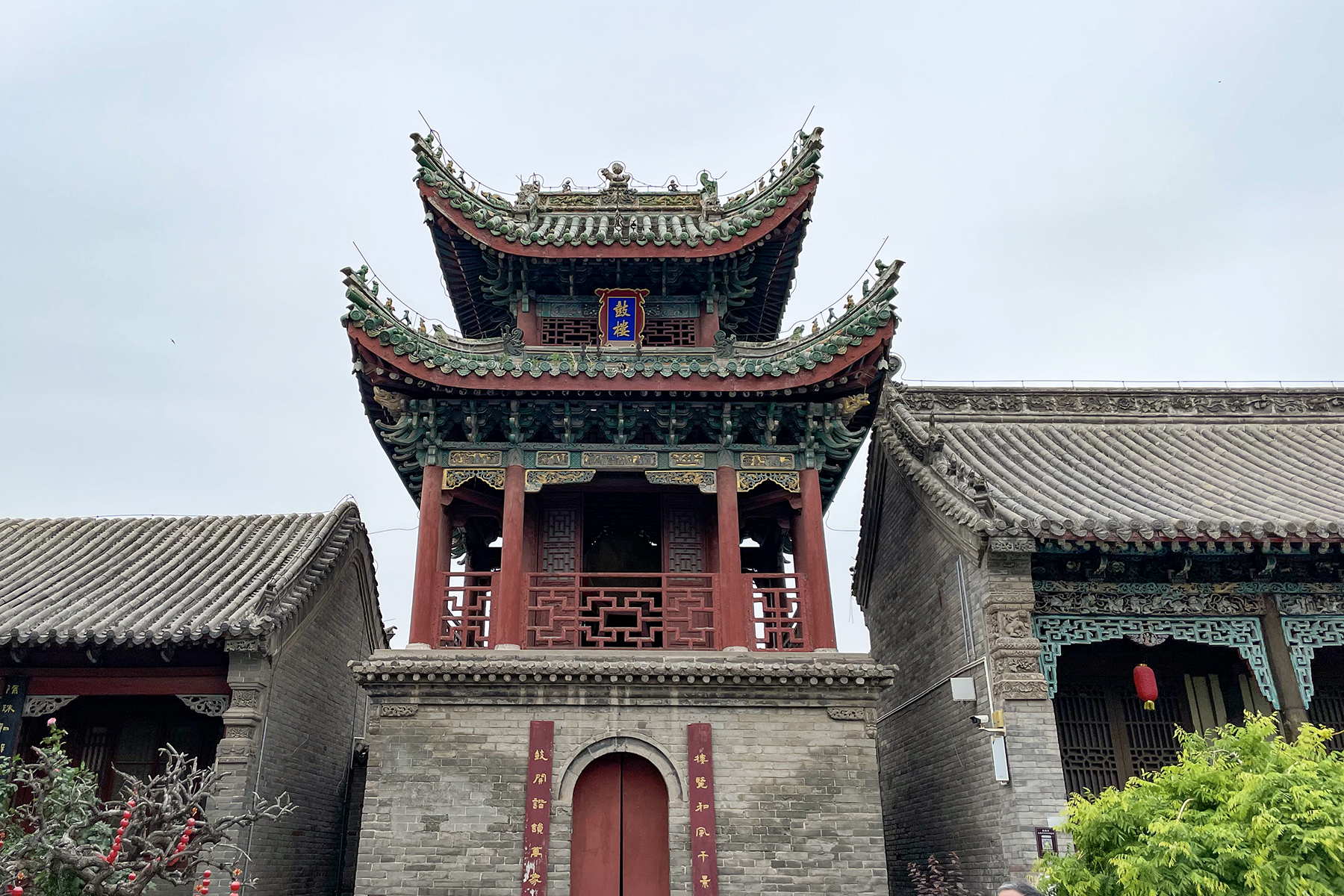
鼓楼
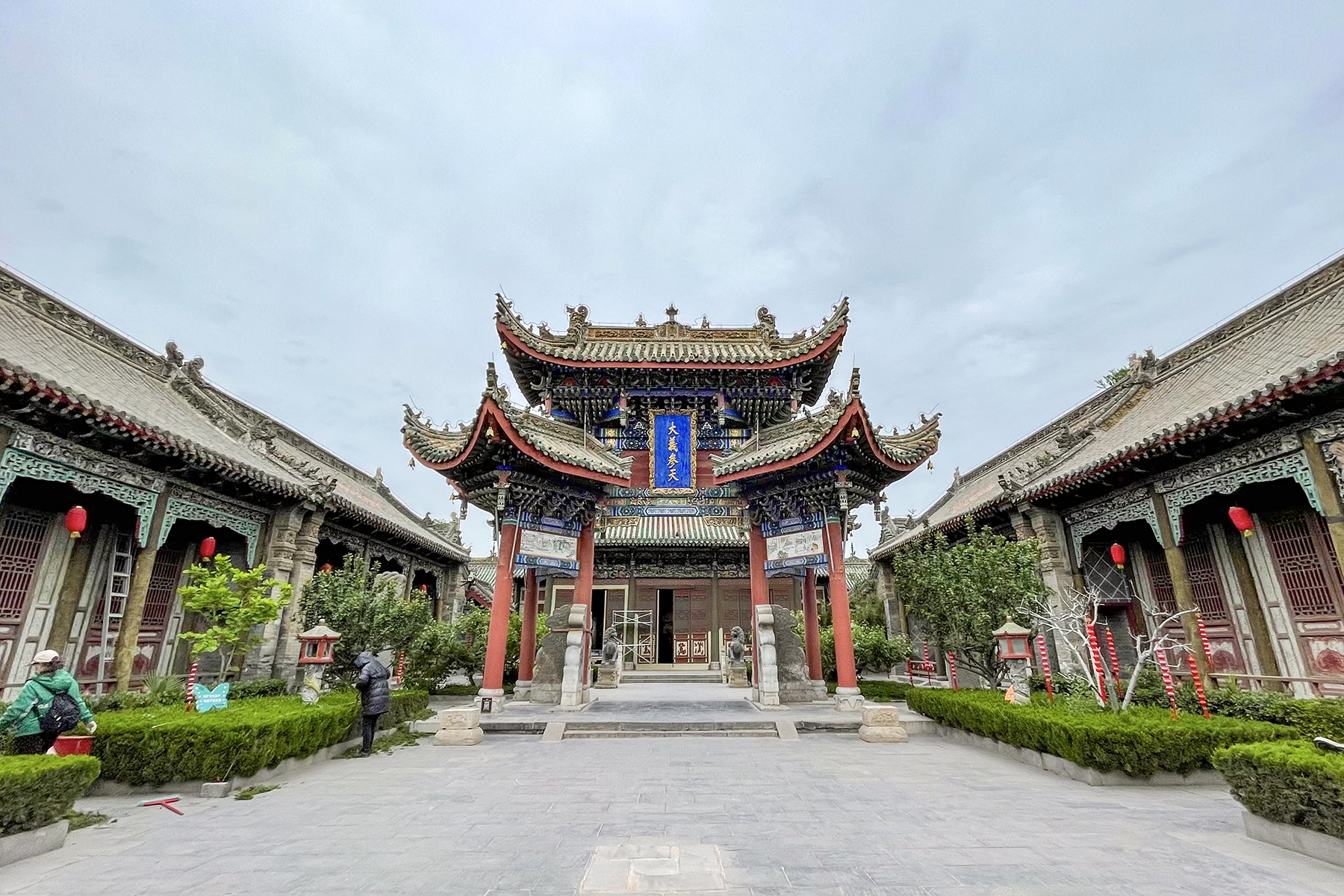
牌楼及两侧的厢房

会馆中轴线两侧还分布着钟鼓楼、东西厢房和东西跨院等建筑。钟鼓楼分别位于戏台北面的东西两侧，形制相同，平面呈方形，重檐歇山顶，上覆绿色琉璃瓦，正脊饰行龙图案，中置象驮宝葫芦脊刹。
东西厢房位于钟鼓楼北面、牌楼两侧，各有房八间，均为单檐硬山顶建筑，覆灰筒瓦。屋面正脊饰高浮雕青砖牡丹花脊，两端置陶质正吻。山墙檐端下置墀头，雕刻有太狮少狮、菊花等图案。前檐柱与额枋相交处均饰有倒挂楣子，上额枋和平面枋上均为木雕。
东西跨院位于大殿两侧，原为唱堂戏的小院落。东西跨院的建筑格局基本相同，均有偏殿、厢房、堂戏楼和门楼等建筑。配殿位于跨院北部，坐北向南，为前卷棚顶后硬山顶建筑，面阔三间。堂戏楼位于跨院南部，坐南向北，前卷棚顶后硬山顶，中间以隔扇分隔开，前为小戏台，后为化妆区。